# Блю Вотер Арена
«Блю Вотер Арена» або «Есб'єрг Ідроттспарк» (дан. Blue Water Arena, Esbjerg Idrætspark) — футбольний стадіон у місті Есб'єрг, Данія, домашня арена ФК «Есб'єрг».
Стадіон побудований та відкритий 1955 року. У 2004 році споруджено нову трибуну. В результаті реконструкції 2007 року було споруджено дві нові трибуни, реконструйовано стару та обладнано підтрибунні приміщення. У 2009 році було здійснено капітальну реконструкцію, у ході якої арена була приведена до вимог УЄФА. Потужність арени становить 17 128 глядачів, 11000 з яких забезпечені сидячими місцями. Під час міжнародних матчів встановлюються додаткові мобільні крісла, в результаті чого потужність збільшується до 13 451 сидячого місця. За місткістю стадіон є четвертим у Данії.
Протягом 1955—2007 років арена мала назву «Есб'єрг Ідроттспарк». У 2007 році укладено спонсорський контракт із транспортно-логістичною компанією «Blue Water Shipping», після чого стадіон перейменовано на «Блю Вотер Арена».
У 1999 році арена приймала змагання Європейського юнацького Олімпійського фестивалю.
На стадіоні домашні матчі приймає збірна Данії з футболу.